# Asellota

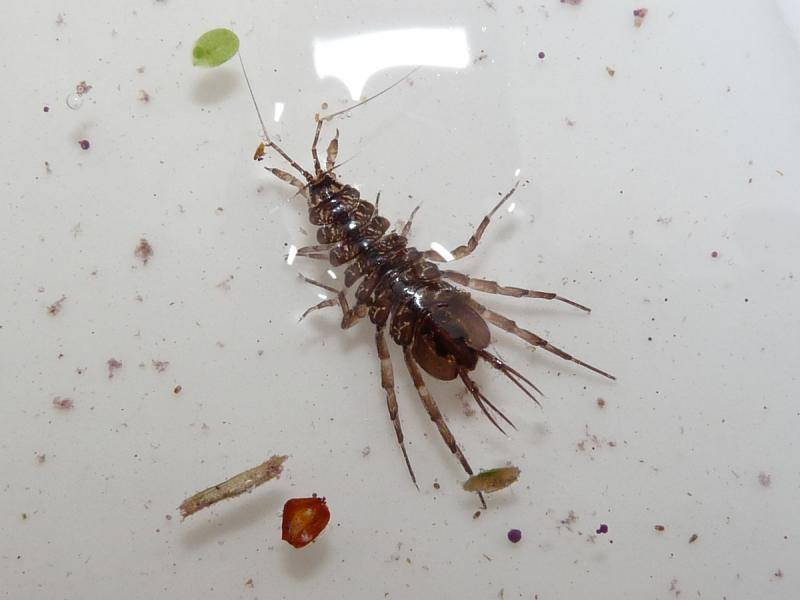
Wasserassel: nach links oben zeigend der Kopf mit den Antennen, nach rechts unten weisend das Pleotelson mit den Uropoden.

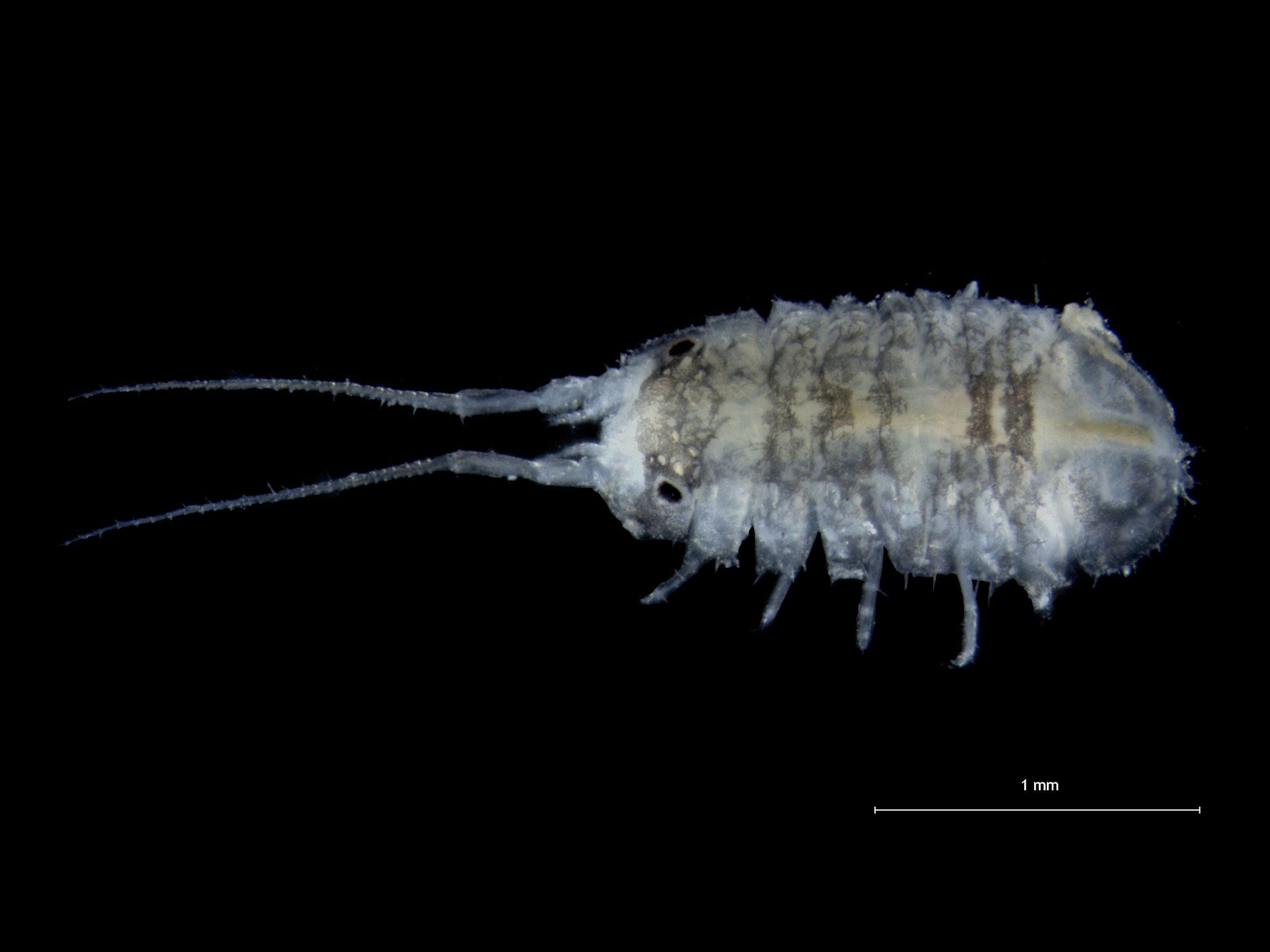
Jaera albifrons aus dem Intertidal des Hafens von Zeebrugge (Belgien).

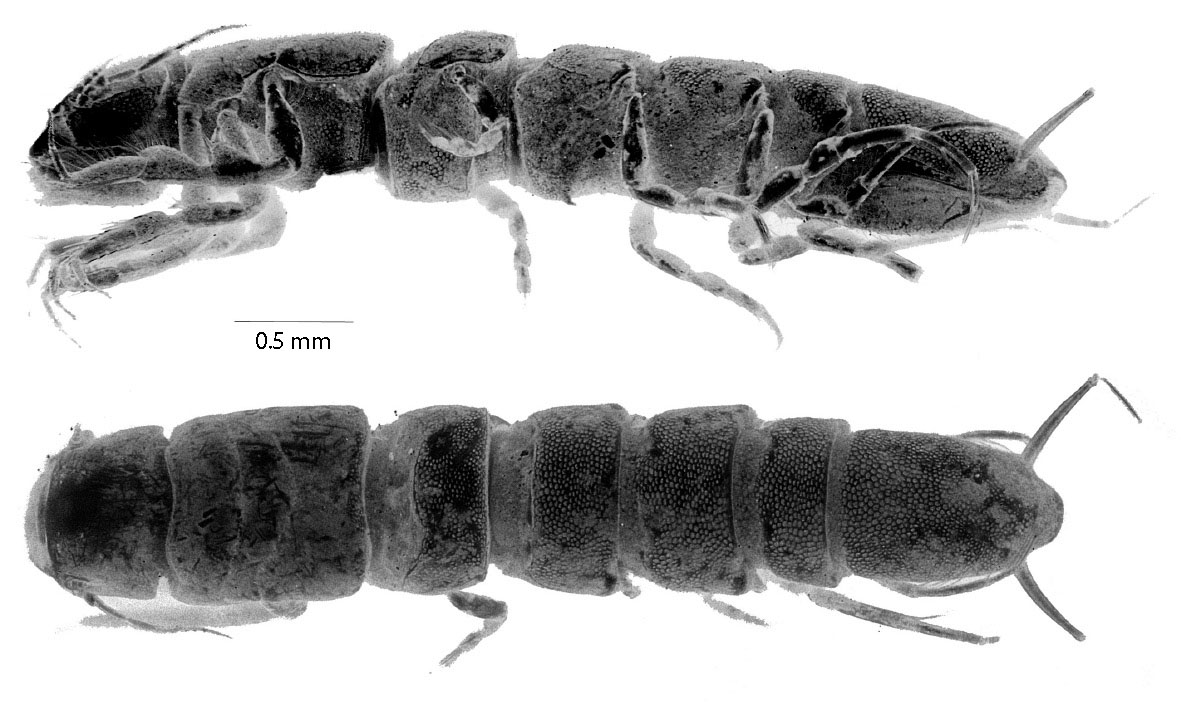
Macrostylis uniformis, präpariertes Exemplar aus dem Weddell-Meer vor der Küste Antarktikas.

Die Asellota sind eine Unterordnung der Asseln (Isopoda). Ihre Vertreter leben sowohl im Süßwasser als auch im Meer, wo sie an den Küsten, aber auch in der Tiefsee bis zu 10.000 Metern Tiefe, zu finden sind. 

## Merkmale
Die ersten Antennen sind kurz, einästig, die zweiten Antennen lang und vielgliedrig. Der Kopf trägt nicht wie bei den meisten anderen Krebstieren ein Rostrum, es ist auch kein Carapax vorhanden. Es sind zwei Komplexaugen vorhanden, ein unpaares Naupliusauge fehlt jedoch im adulten Stadium. Bei den Höhlenformen und vielen Tiefseeformen. Sechs bis sieben Paar Peraeopoden und fünf Paar Pleopoden sind vorhanden. Die ersten beiden Pleopodenpaare sind bei den Männchen stark abgewandelt und dienen dem Spermatransfer, bei den Weibchen fehlt das erste Paar.
Ein auffälliges Merkmal der Asellota ist die Verschmelzung einiger oder alle Segmente des Abdomens (Pleons) mit dem Telson zu einem großen Pleotelson, das paarige Uropoden trägt. Die freien Segmente des Pleons, das sind maximal die ersten drei Pleonite, sind schmal und ringförmig.
Einige Tiefseearten haben sehr lange Schreitbeine und Antennen, die ihnen ein spinnenartiges Aussehen geben. Bei der Familie Munnopsidae erreichen beispielsweise die zweiten Antennen sowie einige der vorderen Peraeopodenpaare ein Mehrfaches der Körperlänge. Bei einigen Munnopsidae bildet das fünfte bis siebente Thorax-Segment zusammen mit dem Pleon ein so genanntes Natosoma. Dieses ist nach oben gewölbt und Ansatzpunkt für eine vergrößerte Muskulatur die dem Schwimmen mit den hinteren Schreitbeinen dient. Die Ischnomesidae besitzen ein extrem verlängertes fünftes Peraeonit.

## Verbreitung
Die Arten der Asellota sind weltweit verbreitet. Die marinen Asellota sind sowohl im Atlantik als auch im Pazifik zu finden. Aus dem Philippinengraben, der mit dem Galatheatief eine der tiefsten Meeresstellen enthält, ist Macrostylis galatheae bekannt. Rund 60 % der bisher beschriebenen Arten leben in der Tiefsee.

## Systematik
Derzeit werden sechs übergeordnete Gruppen der Asellota voneinander unterschieden, die Einteilung ist jedoch in einigen Teilen temporär. Aus der Tiefsee werden immer wieder neue Formen bekannt, die einer taxonomischen Einordnung bedürfen. Überfamilien, Familien und ausgewählte Arten:
- Überfamilie Aselloidea Latreille, 1802 (Süßwasserarten)
  - Asellidae Rafinesque, 1815
    - Höhlenassel (Proasellus cavaticus)
    - Wasserassel (Asellus aquaticus)

  - Stenasellidae Dudich, 1924
- Überfamilie Gnathostenetroidoidea Kussakin, 1967 (im marinen Flachwasser)
  - Familie Gnathostenetroididae Kussakin, 1967 bzw. Gnathostenetroidae Fresi, Idato & Scipione, 1980
  - Familie Protojaniridae Fresi, Idato & Scipione, 1980
- Überfamilie Janiroidea Sars, 1897
  - Familie Acanthaspidiidae Menzies, 1962
  - Familie Dendrotionidae Vanhöffen, 1914
  - Familie Desmosomatidae G.O. Sars, 1897
  - Familie Echinothambematidae Menzies, 1956
  - Familie Haplomunnidae Wilson, 1976
  - Familie Haploniscidae Hansen, 1916
  - Familie Ilyarachnidae Hansen, 1916
  - Familie Ischnomesidae Hansen, 1916
  - Familie Janirellidae Menzies, 1956
  - Familie Janiridae Sars, 1897
    - Jaera albifrons (in Nord- und Ostsee beheimatet)
    - Jaera sarsi (im Donauraum anzutreffen)

  - Familie Joeropsididae Nordenstam, 1933
  - Familie Katianiridae Svavarsson, 1987
  - Familie Macrostylidae Hansen, 1916
    - Macrostylis galatheae (im Philippinengraben)
    - Macrostylis uniformis (im Weddell-Meer (Südpolarkreis))
    - Macrostylis metallicola (in der Clarion-Clipperton Fracture Zone im Nordost-Pazifik)

  - Familie Mesosignidae Schultz, 1969
  - Familie Mictosomatidae Wolff, 1965
  - Familie Munnidae Sars, 1897
  - Familie Munnopsidae Lilljeborg, 1864
    - Unterfamilie Acanthocopinae Wolff, 1962
    - Unterfamilie Bathyopsurinae Wolff, 1962
    - Unterfamilie Betamorphinae Kussakin, 2003
    - Unterfamilie Eurycopinae Hansen, 1916
      - Gattung Tytthocope Wilson & Hessler, 1981
        - Tytthocope sulcifrons (Barnard, 1920)
        - Tytthocope divae Malyutina & Brandt, 2014[5]

    - Unterfamilie Ilyarachninae Hansen, 1916
    - Unterfamilie Lipomerinae Tattersall, 1905
    - Unterfamilie Munnopsinae Lilljeborg, 1864
    - Unterfamilie Storthyngurinae Kussakin, 2003
    - Unterfamilie Syneurycopinae Wolff, 1962

  - Familie Nannoniscidae Hansen, 1916
  - Familie Paramunnidae Vanhöffen, 1914
  - Familie Pleurocopidae Fresi & Schiecke, 1972
  - Familie Santiidae Wilson, 1987
  - Familie Thambematidae Stebbing, 1913
  - Familie Xenosellidae Just, 2005
- Überfamilie Stenetrioidea Hansen, 1905
  - Familie Pseudojaniridae Wilson, 1986
  - Familie Stenetriidae Hansen, 1905
- Überfamilie Urstyloidea Riehl, Wilson & Malyutina, 2014
  - Familie Urstylidae Riehl, Wilson & Malyutina, 2014
- Asellota incertae sedis
  - Familie Microparasellidae Karaman, 1933
  - Familie Vermectiadidae Just & Poore, 1992